# Paricid
Paricidul (din latină: parricida, ucigaș al părinților sau al altor rude apropiate) este definit ca:
- Actul de ucidere a tatălui (patricid)[1] sau, mai puțin uzual, al mamei (matricid)[2] sau al altei rude apropiate, dar, de obicei, nu a copiilor (infanticid).[3]
- Actul de ucidere a unei persoane (cum ar fi conducătorul țării) care are o poziție asemănătoare cu cea a unui tată[4]
- O persoană care comite un asemenea act[5]
- Un adjectiv relaționat („trădare paricidă”, „frați paricizi”)[6]

## Cazuri istorice
- Tullia Minor, împreună cu soțul ei, a aranjat răsturnarea de la putere și uciderea tatălui ei, pentru a obține tronul pentru soțul ei.
- Lucius Hostius a fost considerat primul patricid din Roma, cândva după cel de-al Doilea Război Punic.
- Mary Blandy (1720-1752) și-a otrăvit tatăl, Francis Blandy, cu arsenic în Anglia, în 1751.
- Lizzie Borden (1860-1927) a fost o americancă acuzată și achitată de uciderea tatălui și a mamei vitrege.
- Codul Penal al Japoniei a stabilit că patricidul va fi sancționat cu pedeapsa capitală sau închisoarea pe viață. Cu toate acestea, legea a fost abolită din cauza procesului din cazul de patricid Tochigi în care o femeie și-a ucis tatăl în 1968, după ce a fost abuzată sexual de el și i-a născut copiii.

## Galerie

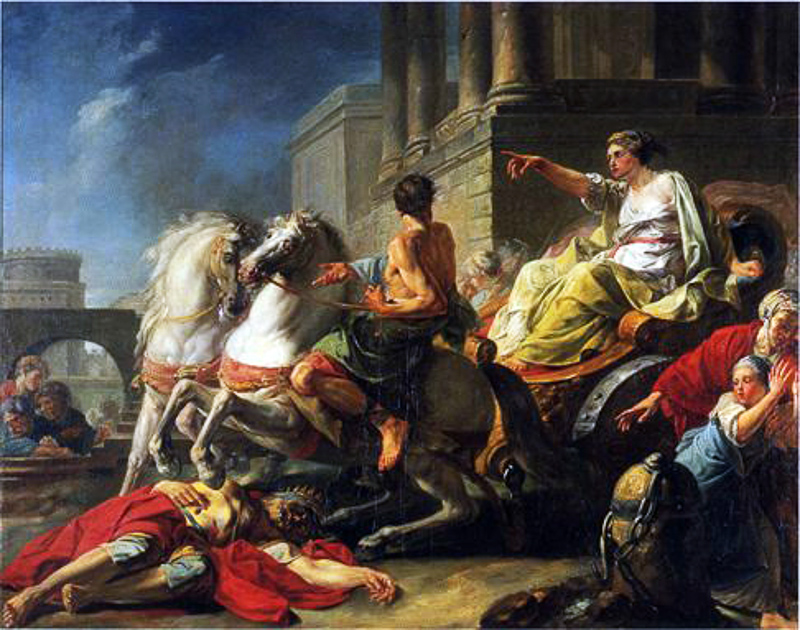
Tullia trecând cu carul peste cadavrul tatălui ei
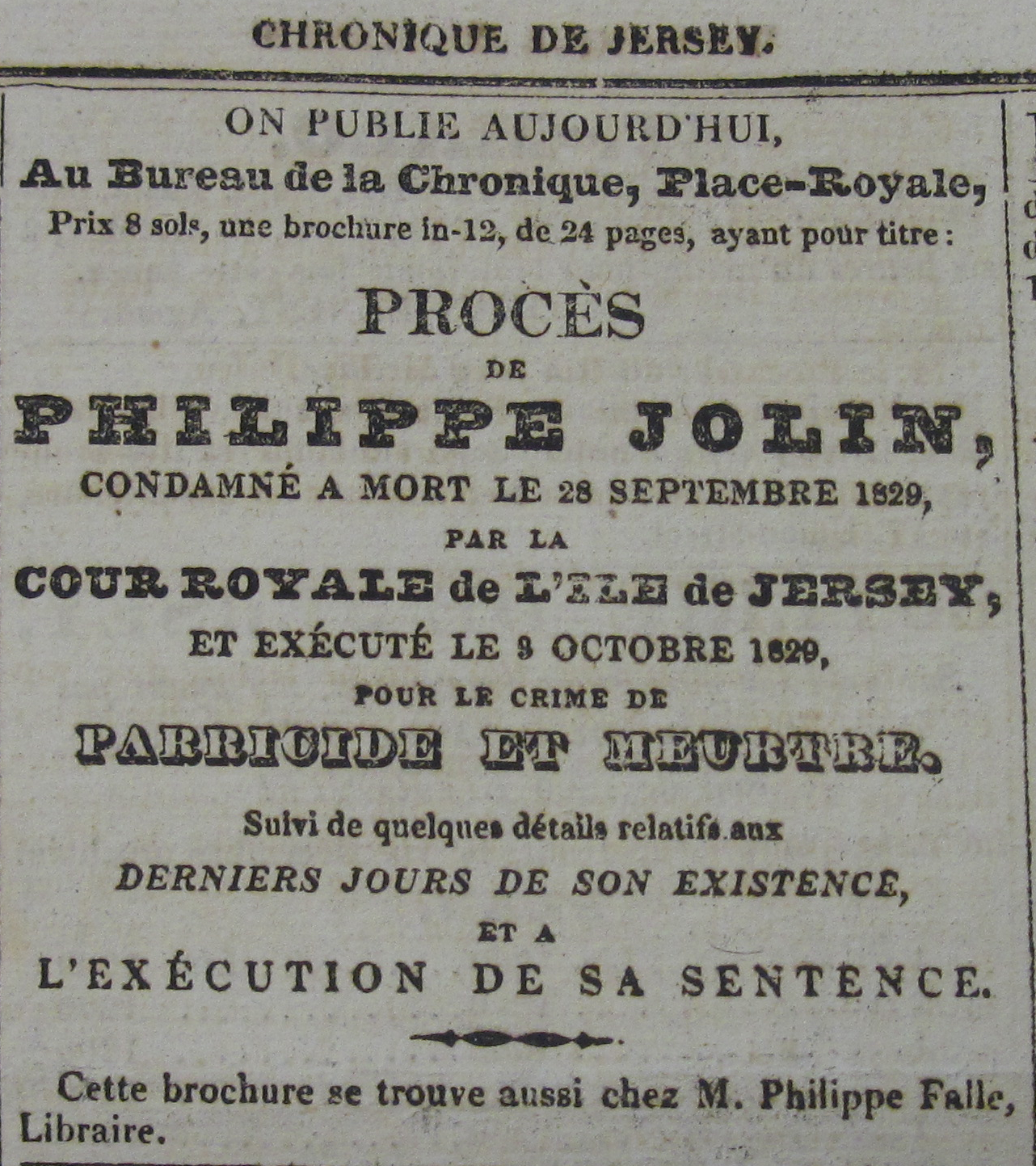
Anunț al condamnării la pedeapsa capitală pentru paricid în Jersey